# Frank Dummerth
Frank Dummerth (* 6. Januar 1871 in St. Louis; † 7. August 1936 ebenda) war ein US-amerikanischer Ruderer.

## Karriere
Dummerth begann seine sportliche Laufbahn bei den nationalen Meisterschaften 1902. Hier konnte er im Vierer ohne Steuermann den Titel gewinnen. 1904 nahm er an den Olympischen Spielen teil. In St. Louis erreichte er mit seiner Mannschaft vom Western Rowing Club im Vierer ohne Steuermann den dritten Rang und sicherte sich somit Bronze.